# Елефтериос Венизелос
Елефтериос Венизелос (грч. Ελευθέριος Βενιζέλος; Ханија, Крит, 23. август 1864 — Париз, 18. март 1936), грчки револуционарни вођа, један од најзначајнијих политичара у модерној Грчкој историји. Био је председник влада укупно 12 година.

## Образовање и рана политичка каријера
Рођен је у месту Мурнијес, које данас носи име по њему, близу Ханије на Криту. Студирао је права на Универзитету у Атини, након чега се вратио на Крит где је изабран за представника Либералне партије у локалној скупштини.

## Критски устанак
Венизелос је био заговорник уједињене Грчке и борио се у устанку на Криту 1897. Овај устанак је завршен тако што је Крит добио аутономију од Османског царства. Британска, руска, италијанска и Аустроугарска ратна морнарица дошле су на Крит са циљем да протерају турску војску са острва. Грчки принц Ђорђе је под притиском европских сила постављен за Високог Начелника острва а Венизелос је постао његов саветник за правду. Европске силе су такође помогле да се оформи Жандармерија како би осигурала поштовање закона.
Венизелос је помогао у писању критског устава и постао је министар у влади принца Ђорђа, високог начелника.

## Разилажење са Принцом Ђорђем
Принц Ђорђе и Венизелос су се убрзо разишли јер је Ђорђе, непоколебљиви ројалиста, почео да влада апсолутистички. Венизелос је постао предводник опозиције, а затим и оружану буну након које је принц протеран са острва. Заменио га је Александрос Заимис.

## Избори за скупштину Грчке
Скупштина је распуштена, 1910, након политичке кризе. Венизелос се преселио у Атину и на изборима у 8. августа исте године изабран је за посланика заједно са својим тимом. Тада је основао Либералну Партију (Κόμμα Φιλελευθέρων). У октобру је оформио владу и започео економске, политичке и друге реформе од националног значаја. 

Увео је Грчку у савез са њеним балканским суседима и балканске ратове.
Због обазриве реформе војске и морнарице, Грчка је била добро припремљена за балканске ратове што је омогућило ослобођење територија на северу - Епир и Македонију као и егејска острва. Остале су упамћене дебате између принца Константина и Венизелоса око тога које градове прво треба ослободити. Ово су били први знаци сукоба са Константином, који ће убрзо постати краљ Грчке након атентата на његовог оца 1913. године.

## Улога Грчке у Првом светском рату
Следећи сукоб Венизелоса и Константина је уследио током Првог светског рата.
Иако је Грчка на почетку била неутрална, Венизелос је подржавао савез са Антантом, верујући да ће у рату победити Британија и Француска. С друге стране Константин је желео да Грчка остане неутрална. После серије расправа, Венизелос је поднео оставку 21. фебруара 1915. Венизелосова партија је поновно победила и формирала владу. Иако је обећао да ће се придржавати неутралности, напад Бугарске на Србију која је била савезник Грчке, га је приморао да напусти такву политику. Велики сукоб са краљем га је приморао да још једном поднесе оставку. На следећим изборима није учествовао јер је сматрао да је распуштање Скупштине противуставно. У међувремену у Солуну се искрцала савезничка војска као помоћ Србији.

### Раскол
Сукоб између краља и Венизелоса је био разлог за Национални раскол, који је био социјална рана у наредних неколико деценија. Следбеници Венизелоса су, септембра 1916. у Солуну, организовали војни покрет „Привремена Влада народне одбране“. Основали су нову државу која је обухватала северну Грчку и егејска острва.

## Повратак у Атину
У мају 1917, враћа се у Атину где улази у пакт са Антантом. Грчка војска (иако подељена на присталице монархије и присталице Венизелоса) започеле су борбе са бугарском војском у пограничним пределима. До јесени 1918. грчка војска са 9 дивизија, била је највећи део савезничке војске у Грчкој.
Под командом француског генерала Франше д' Епереа, савезничке снаге су отпочеле велику офанзиву против бугарских и немачких снага почев од 14. септембра 1918. Бугарска војска се убрзо дала у повлачење. Већ 30. септембра, бугарска Влада је затражила примирје. Грчка војска је одиграла малу улогу у завршници рата.

## Послератни преговори
Након завршетка рата, Венизелос је био учесник Париске мировне конференције, 1919. и потписник Нејског мировног уговора у име Грчке као и мировног уговора у Севру. Као резултат ових уговора Грчка је (само привремено) добила Источну Тракију и Смирну. При повратку био је суочен са покушајем атентата на главној железничкој станици у Паризу. Након опоравка, вратио се у Грчку где је дочекан као херој због ослобођења области насељених грчким становништвом.
Након што је италијански премијер Виторио Емануеле Орландо, због неуспјха на Париској конференцији, 23. јуна поднео оставку, наследио га је Франческо Саверио Нити, који је за министра спољних послова и представника Италије на конференцији изабрао Томаза Титонија. Дана 29. јула, Титони је са грчким премијером Венизелосом склопио тајни споразум о подели територије у Албанији и Анадолији.

## Повлачење из политике
И поред ратне победе, Венизелос је изгубио на намештеним изборима 1920. на велико незадовољство ослобођеног народа у Малој Азији. Након пораза, отишао је у Париз и објавио повлачење из политике.
У име Грчке, 24. јула 1923, потписао је мир са Турском у Лозани након Грчко-турског рата.

## Повратак
Венизелос се вратио у политику 1928. године. На изборима 5. јула 1928, Венизелосова партија је поново освојила већину и преузела власт. Обећала је нове изборе за август исте године када је освојила 228 од 250 места у Скупштини. Венизелос је управљао Грчком до 1933. Током 1933. поново је био мета атентатора након чега је дошло до великих нереда који су довели до формирања војне управе под вођством Венизелоса и капетана Николаоса Пластираса. Овакав покрет је пропао а Венизелос је морао да побегне у Француску 1935. године.
Након одласка, суђења и егзекуције његових присталица, спровођена су заједно са повратком монархије. Краљ Ђорђе II је враћен на престо након сумњивог референдума

## Изгнанство и смрт
Преминуо је у Паризу, 1936. године док је одседао у хотелу Риц. Велики број присталица из локалне грчке заједнице је испратила тело до станице пред последњи одлазак за Грчку.
Сахрањен је у месту Акротири на Криту.
Недуго пред смрт позвао је своје следбенике да сарађују са краљем Ђорђем II, који се нешто раније вратио у Грчку.

## Занимљивости
По Елефтериосу Венизелосу је назван политички правац венизелизам који је био свеприсутан у Грчкој од почетка прошлог века па све до седамдесетих година прошлог века. Његов други син Софоклис Венизелос био је у три кратка мандата грчки премијер.
Лик Елефтериоса Венизелоса се налази на грчком новчићу од 50 евро центи.
Године 2003, Улица Ђуре Ђаковића у Београду, на Дорћолу, је преименована у Венизелосову.
По њему је такође назван и атински аеродром.